# One Night in the Tropics
One Night in the Tropics è un film del 1940 diretto da A. Edward Sutherland.
La sceneggiatura si basa su Love Insurance, romanzo di Earl Derr Biggers che venne pubblicato nel 1914. Il film uscì in gran parte dei maggiori paesi europei fuorché in Italia anche se fu la prima pellicola interpretata dalla coppia comica Abbott/Costello, alias Gianni e Pinotto.

## Trama
I giovanotti dongiovanni e figli di papà Steve e Jim organizzano una scommessa. Jim pagherà una polizza di un milione di dollari se l'amico rinuncerà di sposare la sua ragazza Cinzia. Steve è d'accordo ma sulla sua strada si mettono in mezzo sia la zia che un'amica di Cinzia: Michela. Mentre la battaglia tra familiari infuria sui tropici, il proprietario di un night club, amico di Jim, al quale è stato dato l'affidamento della polizza, ora manda sull'isola due creditori pasticcioni. Essi sono Mr. Abbott e il collega Costello (noti come Gianni e Pinotto), impacciati riscuotenti i quali verranno coinvolti nella burrasca di Steve e Jim. Alla fine accadrà che grazie ad una tempesta Steve si ritrova con Michela e che questa s'innamorerà di lui con l'intenzione di sposarlo, rendendo nulla la polizza.

## Produzione
Nel film ci sono anche Bud Abbott e Lou Costello, meglio noti in Italia come Gianni e Pinotto: questo è il loro primo film ma non sono i protagonisti. Sarà il loro film successivo, Gianni e Pinotto reclute, del 1941, a renderli famosi e ad ottenere un congruo seguito ai botteghini.

### Distribuzione
Non esiste la versione italiana. Alcune delle uscite internazionali sono state:
- 30 ottobre 1940 negli Stati Uniti (in première)
- 15 novembre 1940 negli Stati Uniti (One Night in the Tropics)
- 25 giugno 1941 in Svezia (En natt i tropikerna)
- 25 settembre 1941 in Australia
- 7 luglio 1943 in Portogallo (Uma Noite nos Trópicos)
- 19 aprile 1946 in Finlandia (Yö tropiikissa)
- in Francia (Une nuit sous les tropiques)
- in Spagna (Noche en el trópico)